# Carol Kuhlthau
Carol Collier Kuhlthau (nascuda 2 de desembre de 1937) és una bibliotecària, documentalista i gestora d'informació estatunidenca retirada, estudiosa del comportament humà en la cerca d'informació i autora d'un model que porta el seu nom.

## Recerca
Presentat el 1991, el model de Procés de cerca d'informació (ISP) de Kuhlthau descriu sentiments, pensaments i accions en sis etapes de la cerca d'informació. El model d'ISP va introduir l'experiència holística d'informació buscant des de la perspectiva de l'individu, va destacar l'important paper de l'afectació en la recerca d'informació i va proposar un principi d'incertesa com a marc conceptual per a la biblioteca i el servei d'informació. El treball de Kuhlthau es troba entre els més citats de biblioteques i ciències de la informació i és una de les conceptualitzacions més utilitzades pels investigadors de ciències de la informació, habilitats bibliogràfiques i d'informació.

## Educació
Kuhlthau va néixer a New Brunswick, Nova Jersey. Va rebre la seva B.S. per la Universitat de Kean el 1959, el màster en Biblioteconomia (MLS) de la Universitat Rutgers el 1974 i el seu doctorat en educació el 1983, també per la Universitat Rutgers. La seva tesi doctoral es titulava "The Library Research Process: Case Studies and Interventions with High School Highiors in Advanced Placement English Classes using Kelly's Theory of Constructs". Durant vint anys va dirigir l'especialització de l'escola de biblioteconomia en el programa de màster en Biblioteconomia i Ciències de la Informació, classificat en primer lloc als Estats Units per "US News & World Report". Durant la seva etapa a Rutgers, va ser ascendida a la professora II i presidia el departament de Biblioteques i Ciències de la Informació i es va retirar com a professora emèrita el 2006. Va ser la directora fundadora del Centre de beques internacionals en biblioteques escolars (CISSL) de Rutgers, on continua com a assessora principal.
El seu llibre Seeking Meaning: A Process Approach to Library and Information Services és un text clàssic en biblioteques i ciències de la informació als Estats Units i a l'estranger.
La seva obra Guided Inquiry: Learning in the 21st Century (Consulta Guiada: Aprenentatge al Segle XXI) (2007), escrita amb Leslie Maniotes i Ann Caspari, recomana entorns d'aprenentatge on els estudiants adquireixin una comprensió profunda i també l'alfabetització de la informació fonamentada en el procés de cerca d'informació.
Guided Inquiry Design: A Framework for Inquiry in Your School (2012), escrit amb Leslie Maniotes, PhD i Ann Caspari és una descripció completa del marc de disseny instructiu anomenat Guided Inquiry Design, un enfocament complet per a l'aprenentatge basat en investigacions des d'una perspectiva d'aprenentatge.

## Escrits seleccionats
- Guided Inquiry Design: A Framework for Inquiry in Your School ("Disseny de la consulta guiada: Un marc per la consulta a la vostra escola"), amb Leslie Maniotes i Ann Caspari (2012)
- Guided Inquiry: Learning in the 21st Century ("Consulta guiada: Aprenentatge en el segle XXI"), amb Leslie Maniotes i Ann Caspari (2007) segona edició (2015)
- Seeking Meaning: A Process Approach to Library and Information Services ("Cercant el significat: Un procés d'apropament als serveis de Biblioteca i Informació") (2004)
- Teaching the Library Research Process ("Ensenyant el Procés de Recerca de la Biblioteca")(1994, 2004)
- Inside the Search Process: Information Seeking from the User’s Perspective, Journal of the American Society for Information Science (“Dins el Procés de Recerca: la cerca d'informació des de la perspectiva de l'usuari ”, Revista de la Societat americana per a la Ciència d'Informació) (1991)

## Premis
- Societat americana per Ciència d'Informació i Tecnologia (ASIST) Premi de Recerca en Ciència de la Informació, 2005[6]
- Associació per l'Educació en Biblioteca i Ciència d'Informació (ALISE) Premi a la Contribució Professional en Educació de Biblioteques i Ciència de la Informació, 2004[7]
- Associació Biblioteca i Tecnologia de la Informació (LITA) Premi de recerca Frederick G. Kilgour, 2002[8]
- Associació d'Universitari i Biblioteques de Recerca (ACRL) Premi Miriam Dudley de la instrucció del bibliotecari, 2000[9]
- Associació de Biblioteca americana (ALA) Premi de recerca Jesse Shera, 1998[10]
- Associació americana de Bibliotecaris Escolars (AASL) Premi de Servei Distingit, 2000[11]
- Associació per Tecnologia i Comunicacions Educatives (AECT) Premi per Contribucions Excepcionals al camp de Mitjans de comunicació de Biblioteca Escolar a través de publicacions i ensenyament.